# Melanholija
Melanholíja (grško starogrško μελαγχολία: melancholía, dobesedno iz mélas - črn + kholé - žolč) je v splošnem stanje duševne potrtosti, malodušnosti oz. mračnega razpoloženja. V modernem kontekstu se nanaša samo na duševne ali čustvene simptome depresije, nekdaj pa se je melanholija praktično uporabljala kot sopomenka za depresijo. Koncept melanholije kot psihološke nagnjenosti ali bolezni se je torej v 20. stoletju zamenjal z depresijo. Človek s takšnim temperamentom se imenuje melanholik. Melanholija ima sicer različne pomene v medicini, psihologiji, filozofiji, teologiji in umetnosti.